# Calciouranoit
Calciouranoit ist ein sehr selten vorkommendes Mineral aus der Mineralklasse der „Oxide und Hydroxide“ mit der chemischen Zusammensetzung (Ca,Ba,Pb,K,Na)U2O7·5H2O oder in der kristallchemischen Strukturformel-Schreibweise (Ca,Ba,Pb)[(UO2)2|O3]·5H2O. Calciouranoit ist damit chemisch gesehen ein wasserhaltiges Calcium-Barium-Blei-Kalium-Natrium-Uranylhydroxid, wobei die in den runden Klammern angegebenen Elemente sich in der Formel jeweils gegenseitig vertreten (Substitution, Diadochie) können, jedoch immer im selben Mengenverhältnis zu den anderen Bestandteilen des Minerals stehen.
Calciouranoit kristallisiert im triklinen Kristallsystem, ist aber aufgrund seines Urangehalts überwiegend metamikt, das heißt ohne Kristallstruktur und damit amorph. Er entwickelt prismatische bis nadelige Kristalle, kommt aber auch in Form radialstrahlig-faseriger bis kugeliger Mineral-Aggregate vor. Das Mineral ist von rotoranger, gelbbrauner, orangebrauner oder brauner Farbe.

## Etymologie und Geschichte
Erstmals entdeckt wurde Calciouranoit in der Molybdän-Uran-Lagerstätte von Oktyabr'skoye (auch Oktyabr'skoe) etwa 12 km südöstlich von Krasnokamensk im russischen Föderationskreis Ferner Osten. Die Erstbeschreibung erfolgte durch W. P. Rogowa, L. N. Belowa, G. P. Kisijarow und N. N. Kusnezowa (russisch В. П. Рогова, Л. Н. Белова, Г. П. Кизияров, Н. Н. Кузнецова), die das Mineral in Anlehnung an dessen wichtigste Verbindungs-Komponenten Calcium und Uran benannten.
Das Mineralogenteam sandte seine Untersuchungsergebnisse und den gewählten Namen 1973 zur Prüfung an die International Mineralogical Association (interne Eingangsnummer der IMA: 1973-004), die den Calciouranoit als eigenständige Mineralart anerkannte. Die Publikation der Erstbeschreibung erfolgte im Jahr darauf im russischen Fachmagazin Sapiski Wsessojusnogo Mineralogitscheskogo Obschtschestwa (russisch Записки Всесоюзного Минералогического Общества). Die seit 2021 ebenfalls von der IMA/CNMNC anerkannte Kurzbezeichnung (auch Mineral-Symbol) von Calciouranoit lautet „Cun“.
Das Typmaterial des Minerals wird im Mineralogischen Museum, benannt nach A. J. Fersman (FMM) in Moskau unter der Katalog-Nummer 81272 aufbewahrt.

## Klassifikation
In der veralteten 8. Auflage der Mineralsystematik nach Strunz war der Calciouranoit noch nicht aufgeführt.
In der zuletzt 2018 überarbeiteten Lapis-Systematik nach Stefan Weiß, die formal auf der alten Systematik von Karl Hugo Strunz in der 8. Auflage basiert, erhielt das Mineral die System- und Mineralnummer IV/H.06-010. Dies entspricht der Klasse der „Oxide und Hydroxide“ und dort der Abteilung „Uranyl([UO2]2+)-Hydroxide und -Hydrate“, wo Calciouranoit zusammen mit Bauranoit, Metacalciouranoit und Wölsendorfit eine unbenannte Gruppe mit der Systemnummer IV/H.06 bildet.
Die von der IMA zuletzt 2009 aktualisierte 9. Auflage der Strunz’schen Mineralsystematik ordnet den Calciouranoit ebenfalls in die Abteilung „Uranyl-Hydroxide“ ein. Diese ist weiter unterteilt nach der möglichen Anwesenheit und Art von zusätzlichen Kationen und der Kristallstruktur. Das Mineral ist entsprechend seiner Zusammensetzung und seinem Aufbau in der Unterabteilung „Mit zusätzlichen Kationen (K, Ca, Ba, Pb usw.); mit vorwiegend UO2(O,OH)5 pentagonalen Polyedern“ zu finden, wo es zusammen mit Bauranoit und Metacalciouranoit die „Calciouranoit-Bauranoit-Gruppe“ mit der Systemnummer 4.GB.20 bildet.
In der vorwiegend im englischen Sprachraum gebräuchlichen Systematik der Minerale nach Dana hat Calciouranoit die System- und Mineralnummer 05.04.02.01. Das entspricht ebenfalls der Klasse der „Oxide und Hydroxide“ und dort der Abteilung „Uran- und thoriumhaltige Oxide“. Hier findet er sich innerhalb der Unterabteilung „Uran- und thoriumhaltige Oxide, die Erdalkalimetall-Elemente enthalten (wasserhaltig)“ in einer unbenannten Gruppe mit der Systemnummer 05.04.02, in der auch Bauranoit eingeordnet ist.

## Kristallstruktur
Calciouranoit kristallisiert zunächst triklin mit allerdings bisher nicht bekannter Raumgruppe bzw. nicht bekannten Gitterparametern. Aufgrund der ionisierenden Strahlung des in der chemischen Verbindung enthaltenen Urans wird allerdings mit der Zeit der kristalline Aufbau zerstört und der Calciouranoit metamikt amorph.

## Eigenschaften
Das Mineral ist aufgrund der Barium-, Blei- und Urananteile sehr giftig und durch letzteres Element auch stark radioaktiv mit einer spezifischen Aktivität von etwa 108,4 kBq/g (zum Vergleich: natürliches Kalium 31,2 Bq/g).

## Bildung und Fundorte
Calciouranoit bildet sich tief in der Oxidationszone von Molybdän-Uran-Lagerstätten, in wasserüberfluteten, erzführenden Störungszonen.
Bisher konnte das Mineral außer an seiner Typlokalität Oktyabr'skoye bei Krasnokamensk in Russland nur noch im Xiazhuang Uranfeld im Kreis Wengyuan der chinesischen Provinz Guangdong, in der ehemaligen Grube Uranus bei Kleinrückerswalde im Sächsischen Erzgebirgskreis (Deutschland), in der Uranlagerstätte Oktyabr'skoye etwa 10 km nordöstlich von Chudschand (auch Khodzhent oder Leninabad) in der Provinz Sughd in Tadschikistan und bei Zadní Chodov (deutsch Hinterkotten) im Okres Tachov (deutsch Tachau) in Tschechien.

## Vorsichtsmaßnahmen
Aufgrund der Toxizität und der starken Radioaktivität des Minerals sollte eine Aufnahme in den Körper (oral) auf jeden Fall verhindert und zur Sicherheit direkter Körperkontakt vermieden sowie beim Umgang mit dem Mineral Mundschutz und Handschuhe getragen werden.